# Semelai
 (février 2025).

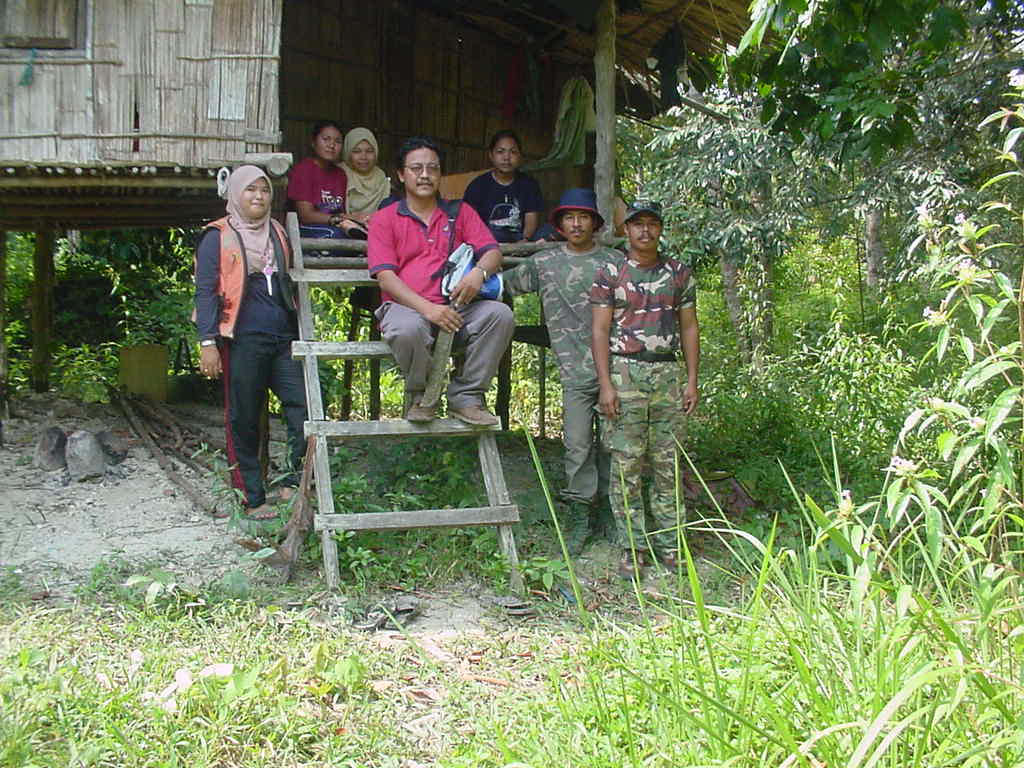
Famille Semelai

Les Semelai sont une population autochtone de la péninsule Malaise. À ce titre, ils sont classés par le gouvernement malaisien dans la catégorie des « Orang Asli » (« gens des origines »).
Au nombre d'un peu moins de 3 000 (2000), ils habitent la région entre Segamat (en) dans l'État de Johore et le fleuve Pahang.